# Jasionka (województwo lubelskie)
Jasionka (dawn. Jasionka Polska i Jasionka Ruska) – wieś w Polsce położona w województwie lubelskim, w powiecie parczewskim, w gminie Parczew. Leży nad rzeką Piwonią. 
W latach 1919–61 obszar wsi leży w granicach Parczewa. W latach 1975–1998 miejscowość administracyjnie należała do ówczesnego województwa bialskopodlaskiego.
Wieś stanowi sołectwo w gminie Parczew. Według Narodowego Spisu Powszechnego z roku 2011 liczyła 634 mieszkańców.
Wierni Kościoła rzymskokatolickiego należą do parafii pod wezwaniem św. Jana Chrzciciela w Parczewie.

## Części wsi
| SIMC    | Nazwa             | Rodzaj    |
| ------- | ----------------- | --------- |
| 0016828 | Jasionka Druga    | część wsi |
| 0016834 | Jasionka Pierwsza | część wsi |
| 0016840 | Jasionka Trzecia  | część wsi |

Kolonia Jasionka – według państwowego rejestru nazw geograficznych – zniesiona kolonia wsi Jasionka w położeniu geograficznym 51°39′57″N 22°56′20″E/51,665833 22,938889

## Historia
Jasionka w wieku XIX opisano jako: Jasionka-Ruska, wieś, w powiecie radzyńskim, gminie Milanów, parafii Parczew.
W spisie z roku 1827 spisano tu 19 domów i 92 mieszkańców, w 1882 roku – 23 domy i 112 mieszkańców.
Folwark wsi Jasionka Ruska wraz ze wsią Jasionka Ruska i Zaniówka odległe od Radzynia 23 wiorsty, od Parczewa zaś 2 wiorsty. Rozległość gruntów wynosiła 1423 mórg:, grunta orne i ogrody mórg 482, łąk mórg 157, pastwisk mórg 11, lasu mórg 730, nieużytki i place mórg 35. Budynków w folwarku z drewna 16, płodozmian 7. polowy, w okolicy pokłady torfu. Wieś Jasionka Ruska osad 16, z gruntem mórg 210, wieś Zaniówka osad 33, z gruntem mórg 677.
W roku 1874 od dóbr oddzielona została nomenklatura Bierzla z gruntem mórg 220.
13 października 1919 wsie Jasionka Polska i Jasionka Ruska wyłączono z gminy Milanów i włączono je do odzyskującego status miasta Parczewa.
31 grudnia 1961 Jasionkę (już jako Jasionka I, Jasionka II i Jasionka III) wyłączono ponownie z Parczewa i włączono nowo utworzonej gromady Parczew.